# 新潟高度情報専門学校
新潟高度情報専門学校（にいがたこうどじょうほうせんもんがっこう、英略：KOUDO）とは、新潟県新潟市中央区にある私立専門学校である。

## 概要
本校の起源は1985年に新潟市（現：中央区）西大畑町に開校した新潟高度情報処理技術学院の開校に遡る。
2007年に現在地に移転し、2010年に現校名に改称した。

## 沿革
（以下は本校の沿革の一部）
- 1985年3月 - 新潟高度情報処理学院の設置が認可される。
- 1985年4月 - 新潟高度情報処理学院として開校する。（本校の起源）
- 1998年3月25日 - 新潟高度情報学園の設置が認可される[2]。
- 2007年1月9日 - 設置認可[2]。
- 2007年4月 - 新潟市中央区西大畑町から区内の明石に移転する。
- 2009年4月 - 帝京大学の理工学部と学校間連携制度を締結し、4年制の高度情報科学科（現：情報工学科）を新設する。
- 2010年4月 - 現在の校名に改称とする。
- 2014年4月 - 文科省より本校の全学科が職業実践専門課程に認定される。

## ギャラリー

### IT医療分野

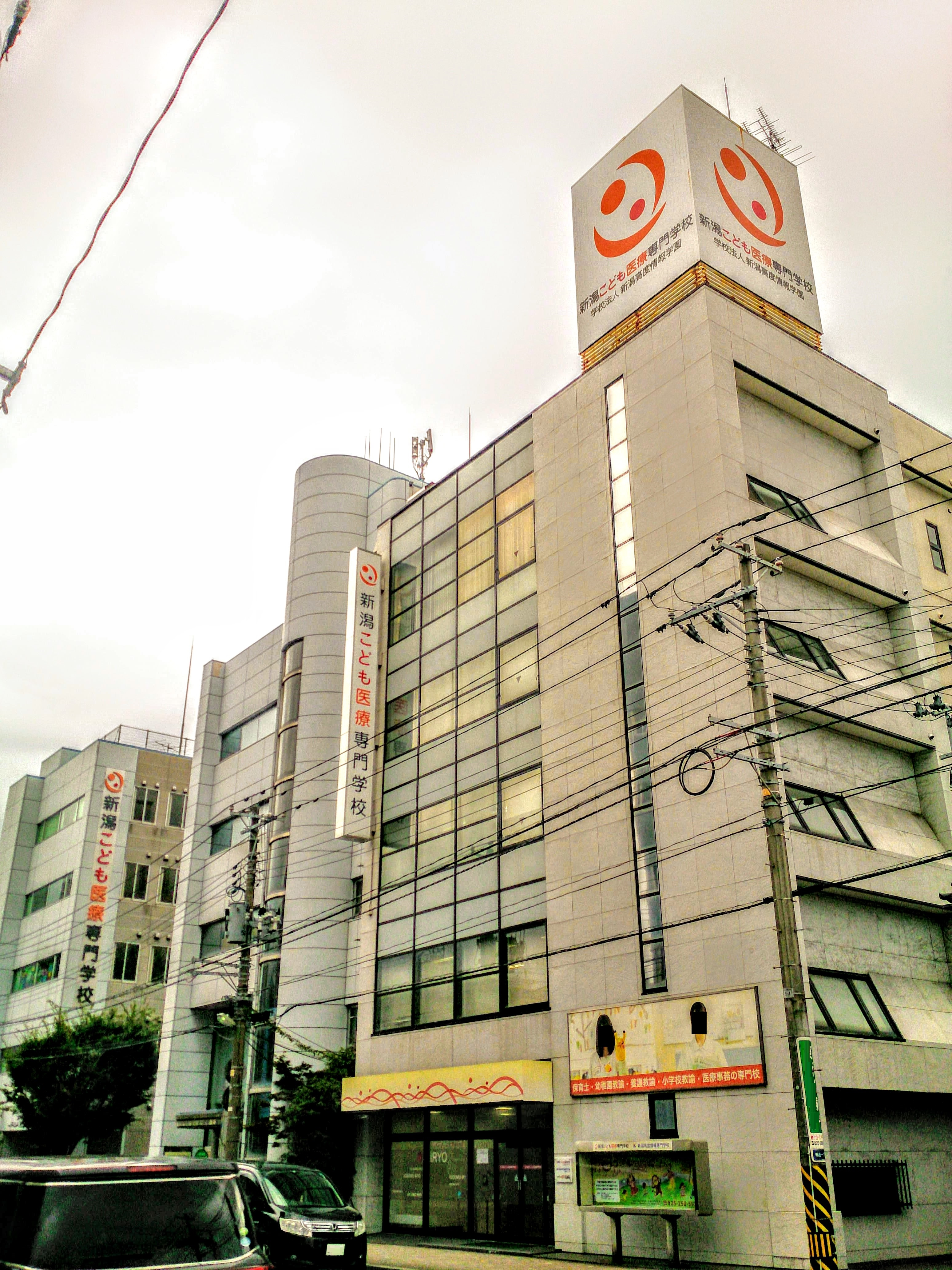
校舎（姉妹校の新潟こども医療専門学校と共用）

## 交通・アクセス方法
- JR新潟駅万代口より北東へ約600m[3]（徒歩：約7分[3]）